# Bornem
Bornem este o comună din regiunea Flandra din Belgia. Comuna este formată din localitățile Bornem, Hingene, Mariekerke și Weert. Suprafața totală este de 45,76 km². La 1 ianuarie 2008 comuna avea 20.347 locuitori. 
Bornem se învecinează cu comunele Hamme, Kruibeke, Niel, Puurs, Schelle, Sint-Amands și Temse

## Localități înfrățite
- Franța: Gordes;
- Germania: Bornheim.

1. ↑  Totale oppervlakte volgens het Kadasterregister, België, gewesten en provincies (în neerlandeză), Algemene Directie Statistiek[*]